# Pommier Evereste

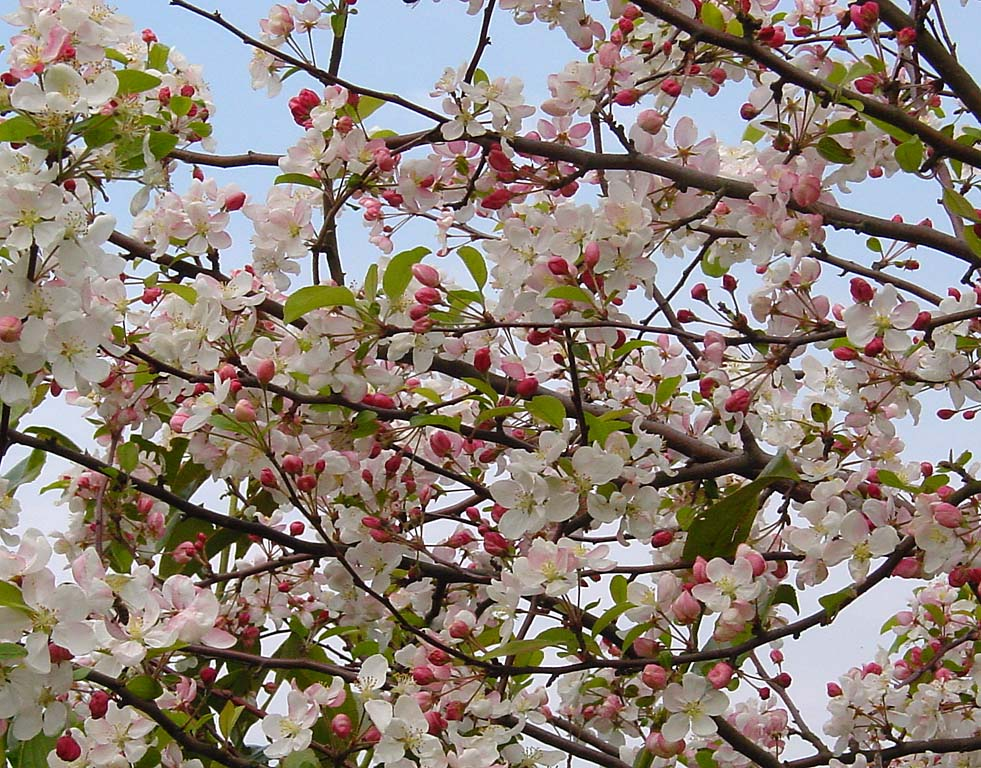
Malus Evereste au printemps.

'Evereste' (Malus PERPETU 'Evereste') est un cultivar de pommiers (genre Malus). C'est une variété de pommier à fleurs très répandue, qui doit sa popularité à une grande résistance aux maladies et à de petits fruits décoratifs en plus d'une floraison blanche printanière.

## Description
Il s'agit d'un petit arbre caduc à forme régulière arrondie pouvant mesurer jusqu'à 5 m, tant en hauteur qu'en largeur.
Les feuilles ovoïdes sont vert foncé devenant jaune orangé à l'automne. 
Ses fleurs roses virant au blanc donnent de petites pommes insipides jaune-orangé teintées de rouge de un à trois centimètres de diamètre très appréciées des oiseaux et qui tiennent sur l'arbre une bonne partie de l'hiver.
La qualité et l'abondance de son pollen en fait un excellent pollinisateur pour les pommiers à fruits.
Il résiste bien aux principales maladies telles que le feu bactérien, la tavelure du pommier et même l'oïdium.

## Origine

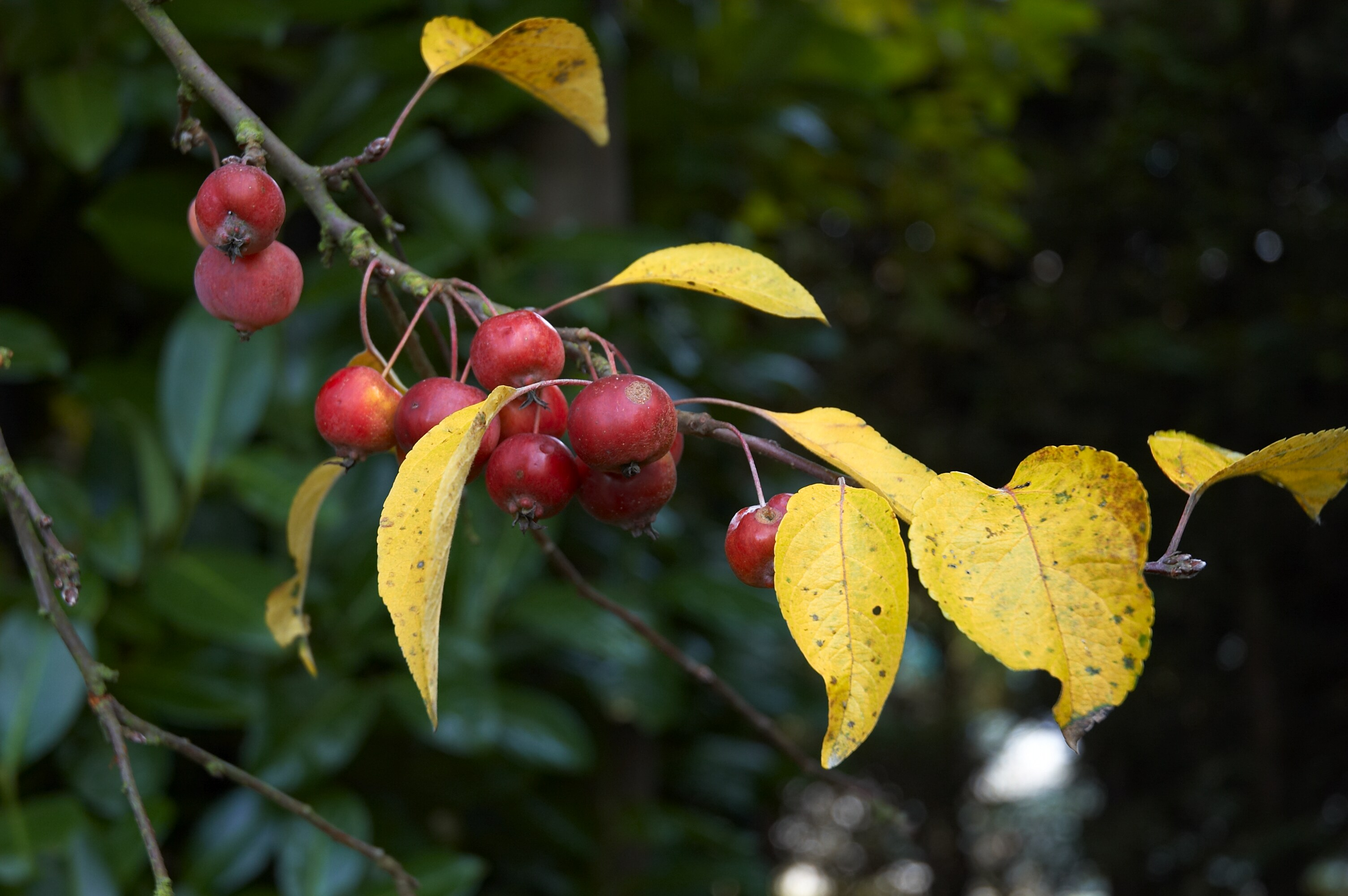
Une branche d'Evereste avec des pommes.

Le croisement Malus pumila 'Rome Beauty' × Malus floribunda clone 821 a donné une descendance F2 dont un individu (26830-2) a été employé comme mâle pour polliniser Malus pumila 'Jonathan'. Dans la descendance, l'individu 49-102 a été pollinisé par Malus pumila 'Delicious'. Une sélection a été faite pour nommer l'individu PRI 187-11. Ce dernier, en fécondation libre a donné une descendance dont 'Evereste' a été sélectionné en 1977.
Le premier croisement a été réalisé vers 1910. Il s'agissait d'introduire le gène de résistance à la tavelure du pommier (Vf) dans les variétés cultivées. Le pommier étant autostérile (pas d'autofécondation ou de croisement consanguin) et les sélectionneurs voulant intégrer progressivement de nombreuses qualités ont choisi de sélectionner dans les descendances et de rétro-croiser avec des variétés différentes ; ceci explique l'intervention de 'Jonathan' et de 'Delicious'.
'Evereste' est donc une retombée indirecte d'un programme qui portait sur l'intégration de gènes de résistance pour la pomme de table et/ou d'industrie initié aux États-Unis mais poursuivi et encore continué à l'INRA d'Angers notamment pour tenter d'intégrer des résistances aux pucerons.
La variété est commercialisée depuis 1978, elle a donné deux descendants Malus COCCINELLA 'Courtarou' (très résistant au puceron lanigère) et Malus POM'ZAÏ 'Courtabri' (variété naine).
C'est l'obtenteur, Luc Decourtye, qui a trouvé le nom « Evereste », c'est un jeu de mots : EVE (pour la pomme) RESTE (tout l'hiver sur l'arbre). Ce qui explique le E à la fin du nom de la variété contrairement au nom du mont Everest. La blancheur de la floraison peut aussi rappeler la neige.

## Utilisations
C'est essentiellement un arbre décoratif.
Les fruits peuvent être utilisés pour la fabrication de gelée, de compote ou d'une boisson résultat d'un mélange avec du cidre.

## Honneurs
Le pommier 'Evereste' a reçu un Award of Garden Merit comme arbre d'ornement de la Royal Horticultural Society en 1993.